# Із 13 в 30 (фільм, 2004)
«Із 13 в 30» (англ. 13 Going On 30) — американська фантастична комедія 2004 року з Дженніфер Гарнер у головній ролі. Фільм знятий компанією Revolution Studios для Columbia Pictures.

## Сюжет
Дженна Рінк — школярка, яка хоче приєднатися до «Шести лялечок» — групи школярок на чолі з Люсі «Том-Том» Ваймен (Джуді Грір), котра маніпулює Дженною, використовуючи її бажання відповідати вимогам. Найкращий друг Дженни Метт Флемхефф (Марк Руффало) дарує їй на тринадцятий день народження ляльковий будиночок (який він зробив самотужки) та пакетик «чарівного пилку для бажань», що розсипається на дах будиночка. Дженна загадує бажання стати тридцятилітньою жінкою, щоб бути гарною, як моделі з її улюблених журналів.
Наступного ранку Дженна прокидається, й з'ясовується, що їй 30 років, живе вона у власній квартирі й працює редактором у відомому журналі. Вона знаходить друга дитинства Метта й дізнається від нього коротку історію свого життя, а також те, що вони перестали спілкуватися після тринадцятого дня народження Дженни в 1987 році. З часом Дженна розуміє, що Метт — єдиний, хто насправді кохав і кохає її, але він уже одружується з іншою. Він повертає Дженні чарівний будиночок, і вона загадує бажання повернути час назад.

## У ролях
- Дженніфер Гарнер — Дженна Рінк
  - Кріста Б. Аллен — юна Дженна Рінк
- Марк Руффало — Метт Флемхефф
  - Шон Маркетт — юний Метт Флемхефф
- Джуді Грір — Люсі «Том-Том» Ваймен
  - Александра Кайл — юна Люсі Ваймен
- Енді Серкіс — Річард Ніланд
- Кеті Бейкер — Беверлі Рінк
- Лінн Коллінз — Венді
- Ешлі Бенсон — одна із «шести лялечок»
- Брі Ларсон — одна із «шести лялечок»
- Бріттані Курран — одна із «шести лялечок»
- Меган Ласк — одна із «шести лялечок»
- Джулія Рот — одна із «шести лялечок»

## Сценічна адаптація
28 вересня 2023 року оголошено про сценічну адаптацію фільму у Великобританії. Відбудуться кілька публічних виступів у мистецькому центрі Баттерсі в Лондоні перед повним відкриттям виробництва влітку 2025 року. Сценічна постановка написана сценаристами Джошем Голдсмітом і Кеті Юспа, а музика створена композиторами/авторами текстів Аланом Закарі та Майклом Вайнером
Кастинг для семінарів оголошений 12 жовтня 2023 року: Люсі Джонс зіграє Дженну Рінк, Джеймі Мускато — Метта Флемхефа та Грейс Муат — Люсі Вайман, режисером стане Енді Фікмен.